# Девід Вон (футболіст)
Де́від Вон, (англ. David Vaughan [ˈvɔːən], нар. 18 лютого 1983, Абергіл) — валлійський футболіст, півзахисник клубу «Ноттінгем Форест» та національної збірної Уельсу.

## Клубна кар'єра
Народився 18 лютого 1983 року в місті Абергіл. Вихованець футбольної школи клубу «Кру Александра». 
Дорослу футбольну кар'єру розпочав 2000 року в основній команді того ж клубу, в якій провів сім сезонів, взявши участь у 185 матчах чемпіонату. Більшість часу, проведеного у складі «Кру Александра», був основним гравцем команди, яка балансувала між другим і третім за рівнем англійським дивізіоном.
Протягом сезону 2007–08 років захищав кольори іспанського клубу «Реал Сосьєдад», що виступав у Сегунді, проте на поле виходив вкрай рідко і в кінці сезону Девід повернувся на батьківщину, підписавши контракт з «Блекпулом», що виступав у Чемпіоншіпі. За підсумками сезону 2009/10 клуб зайняв 6-е місце в Чемпіонаті, виграв плей-оф і вийшов в Прем'єр-лігу, де Девід у наступному сезоні і дебютував. Всього він відіграв за клуб з Блекпула три сезони своєї ігрової кар'єри. Граючи у складі «Блекпула» також здебільшого виходив на поле в основному складі команди.
Влітку 2011 року «помаранчеві» покинули елітний дивізіон і Вон приєднався до складу «Сандерленда», підписавши трирічний контракт. Наразі встиг відіграти за клуб з Сандерленда 46 матчів в національному чемпіонаті.

## Виступи за збірні
2002 року дебютував у складі юнацької збірної Уельсу, взяв участь у 2 іграх на юнацькому рівні, відзначившись 1 забитим голом.
Протягом 2002–2005 років залучався до складу молодіжної збірної Уельсу. На молодіжному рівні зіграв у 8 офіційних матчах, забив 3 голи.
26 травня 2003 року дебютував в офіційних матчах у складі національної збірної Уельсу в товариській грі проти збірної США, який завершився поразкою європейців з рахунком 0:1. Наразі провів у формі головної команди країни 42 матчі, забивши 1 гол.